# Lissocarpa tetramera
Lissocarpa tetramera là một loài thực vật có hoa trong họ Thị. Loài này được (Rusby) P.E.Berry mô tả khoa học đầu tiên năm 1999.